# Frank Tripucka
Francis (Frank) Joseph Tripucka (Bloomfield, 8 dicembre 1927 – Woodland Park, 12 settembre 2013) è stato un giocatore di football americano statunitense che ha giocato nel ruolo di quarterback nella National Football League (NFL), nella Canadian Football League (CFL) e nella American Football League (AFL). Fu scelto come nono assoluto nel Draft NFL 1949 dai Philadelphia Eagles. Al college ha giocato a football all'Università di Notre Dame.

## Carriera professionistica

### National Football League
Tripucka fu scelto dai Philadelphia Eagles come nono assoluto del Draft 1949 ma fu scambiato coi Detroit Lions prima dell'inizio della stagione. Partì come titolare per i Lions nel 1949 e poi giocò tre stagioni coi Chicago Cardinals.

### Saskatchewan Roughriders
Nel 1953 Tripucka si spostò in Canada per giocare coi Saskatchewan Roughriders che ne fecero il loro quarterback titolare. Vi rimase fino al 1958, quando fu scambiato con gli Ottawa Rough Riders, ma fece ritorno nello Saskatchewan prima della fine della stagione 1959 come allenatore.

### Denver Broncos
L'American Football League fu fondata nel 1960 e il vecchio allenatore di Tripucka a Saskatchewan, Frank Filchock, fu assunto come primo allenatore dei Denver Broncos. Portò con sé Tripucka come assistente allenatore. Tuttavia, i Broncos ebbero problemi coi quarterback e nella pre-stagione Filchock fece tornare in campo Tripucka. Divenne il loro primo quarterback a giocare nella stagione regolare e lo rimase per quattro stagioni. Fu il primo quarterback della storia del football professionistico a superare il muro delle 3.000 yard passate in una stagione e inoltre passò il primo touchdown della storia della AFL. Nel 1962 fu convocato per l'All-Star Game.
Tripucka si ritirò nel 1963 dopo 15 stagioni da professionista. I Broncos ritirarono il suo numero 18. Il 9 marzo 2012, Tripucka affermò che avrebbe concesso di indossare il numero 18 a Peyton Manning se i Broncos fossero riusciti ad acquisirlo. Il 20 marzo 2012, nella conferenza stampa di annuncio della firma di Manning coi Broncos, John Elway ringraziò Tripucka "per aver concesso alla franchigia di togliere dai numeri ritirati il suo numero per Manning".
Morì il 12 settembre 2013 a causa della malattia di Alzheimer.

## Palmarès
- AFL All-Star: 1

1962
- Numero 18 ritirato dai Denver Broncos